# Phyllanthus nigericus
Phyllanthus nigericus là một loài thực vật có hoa trong họ Diệp hạ châu. Loài này được Brenan miêu tả khoa học đầu tiên năm 1950.